# Robbie Magasiva
Robbie Joseph Magasiva (ur. 21 maja 1970 w Tanumapua na Samoa) – nowozelandzki aktor pochodzenia samoańskiego. Występował m.in. w roli Willa Jacksona w serialu Wentworth oraz w roli Mauhúra w filmie Władca Pierścieni: Dwie wieże. Jest starszym bratem zmarłego w 2019 roku aktora Puy Magasivy, znanego głównie z roli w roli Czerwonego Wojownika w serialu Power Rangers Ninja Storm.

## Wybrana filmografia

### Role filmowe
- Bilardziści (2001) jako Jack
- Władca Pierścieni: Dwie wieże (2002) jako Mauhúr
- Air Force Two (2006) jako Petelo
- Wesele Sione'a (2006) jako Michael
- Istota doskonała (2006) jako Frank
- Tatuażysta (2007) jako Alipati
- The Ferryman (2007) jako mężczyzna w klubie

### Role serialowe
- Shortland Street (2010–2013) jako Maxwell Avia
- Męski striptiz (2002–2004) jako Adam Lima
- Power Rangers Ninja Storm (2003–2004) jako Porter Clarke (gościnnie)
- Wentworth (2001) jako Will Jackson